# Barylambda
A Barylambda az emlősök (Mammalia) osztályának fosszilis Cimolesta rendjébe, ezen belül a Barylambdidae családjába tartozó nem.

## Tudnivalók

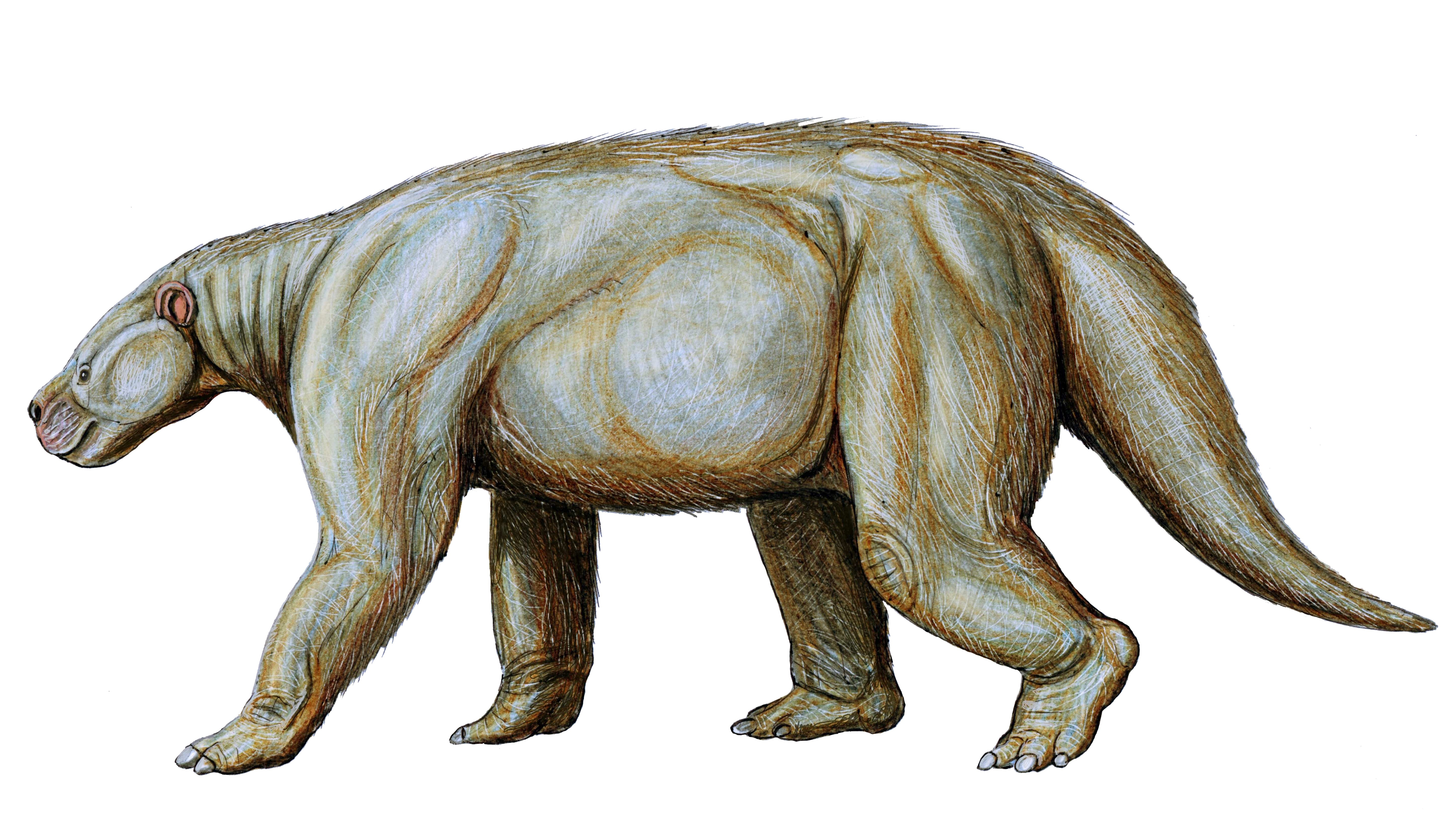
Rajz a Barylambda faberiról

A Barylambda a középső paleocén korszaktól egészen kora eocén korszakig létezett, azaz 60-50 millió évvel ezelőtt, Észak-Amerika területén. Kihalása után, ezt az állatot, a rokon, fejlettebb Coryphodon követte, amelynek több faja is volt.
A hatalmas Barylambda teste hasonlíthatott a mai tapír és orrszarvú testéhez. Az állat feje kicsi, farka pedig hosszú volt. Medveszerű lábai öt ujjban végződtek. Az állat a talpán járt. A farok csigolyái meglepően nagyok, ami arra utal, hogy a Barylambda képes volt a két hátsó lábára és a farkára támaszkodni, valószínűleg azért, hogy a magasabban elhelyezkedő táplálékot is elérje. A nagy teste, az örlőfogainak a kopása, ezek mellett, csak a hímnemű állatoknál levő megnagyobbodott szemfogak jelenléte, arra hagynak következtetni, hogy a Barylambda növényevő állat lehetett. A Barylambda 2,5 méter hosszú és 650 kilogramm testtömegű volt, körülbelül akkora, mint egyes póniló. Ez az állat a pantodonták között is nagynak számított, ami arra volt jó, hogy megvédte a kortárs ragadozóktól. Az életmódja hasonlíthatott a tapíréhoz, vagyis idejének nagy részét a zsenge növények és levelek rágásával töltötte.

## Rendszerezés
A nembe az alábbi 3 faj tartozott:
- Barylambda churchilli Gingerich & Childress, 1983
- Barylambda faberi Patterson, 1933
- Barylambda jackwilsoni Schiebout, 1974

## Fordítás
- Ez a szócikk részben vagy egészben  a   Barylambda című angol Wikipédia-szócikk ezen változatának fordításán alapul.  Az eredeti cikk szerkesztőit annak laptörténete sorolja fel. Ez a jelzés csupán a megfogalmazás eredetét és a szerzői jogokat jelzi, nem szolgál a cikkben szereplő információk forrásmegjelöléseként.